# Lavatoggio
Lavatoggio é uma comuna francesa na região administrativa de Córsega, no departamento da Alta Córsega. Estende-se por uma área de 6,86 km². 